# Phénylcétonurie
 Mise en garde médicale
La phénylcétonurie est une des maladies génétiques les plus fréquentes touchant le métabolisme, liée à un déficit en phénylalanine hydroxylase, entraînant l’accumulation de phénylalanine dans le sang et le cerveau. La phénylcétonurie est une maladie "traitable" et lorsque le régime pauvre en phénylalanine est conduit de manière optimale, il peut permettre un développement intellectuel normal.
En France, le dépistage néonatal systématique réalisé à 3 jours de vie permet la mise en place d’un traitement précoce qui consiste à normaliser les taux de phénylalanine essentiellement grâce à un régime alimentaire pauvre en protéines. Un traitement médicamenteux peut parfois être associé.
En l’absence de traitement approprié, elle est responsable d’une déficience intellectuelle progressive pouvant revêtir une forme sévère.
Il existe une ligne directrice européenne et un protocole de soins en France.

## Historique
La phénylcétonurie a été découverte par le médecin norvégien Ivar Asbjørn Følling, en 1934, lorsqu'il a observé que l'hyperphénylalaninémie (HPA) était associée à un retard mental. En Norvège, cette maladie est appelée maladie de Følling, d'après celui qui l'a découverte, le Dr Følling, qui fut un des premiers médecins à étudier la maladie au moyen d'une analyse chimique minutieuse. Ayant analysé ainsi l'urine d'un frère et d'une sœur handicapés mentaux, il demanda à un grand nombre de médecins près d'Oslo de tester l'urine d'autres patients handicapés mentaux. Cela amena à découvrir la même substance que celle qu'il avait trouvée chez 8 autres patients. Cette substance ne put être analysée chimiquement que de façon beaucoup plus rudimentaire qu'on ne peut le faire aujourd'hui. Ses tests lui montrèrent que les réactions donnaient naissance à du benzaldéhyde et de l'acide benzoïque, ce qui l'a mené à la conclusion que ce composé contenait un anneau de benzène. Des essais supplémentaires montrèrent que le point de fusion était le même que celui de l'acide phénylpyruvique, ce qui indiquait que c'était la substance qui se trouvait dans l'urine.
C'est en 1953 que Horst Bickel propose un traitement par régime alimentaire. Robert Guthrie créé son test permettant le dépistage de masse chez le nouveau-né en 1963.

## Génétique
Dans les cellules du foie, une enzyme, la PAH (phénylalanine hydroxylase), permet de transformer la phénylalanine en excès en tyrosine (autre acide aminé). Chez les individus phénylcétonuriques, le gène responsable de la PAH est défectueux. C'est un trait héréditaire autosome récessif.
Chez les phénylcétonuriques, la transformation de la phénylalanine ne peut se produire et la phénylalanine s'accumule alors dans le sang alors que le taux de tyrosine est abaissé. L'excès de phénylalanine dans le sang, ou hyperphénylalaninémie est toxique pour le système nerveux, et perturbe le développement du cerveau de l'enfant, entraînant un retard mental. L'abaissement des taux de tyrosine entraîne un abaissement de la production de mélanine, ce qui fait que les enfants atteints ont tendance à avoir des cheveux, un teint et des yeux pâles. L'excès de phénylalanine est converti en phénylcétones (en particulier l'acide phénylpyruvique) qui seront excrétés dans l'urine, d'où le nom de la maladie. La sueur et l'urine de l'enfant atteint ont alors une odeur typique due à la présence de cétones.
Le gène détenant l'information sur la fabrication de la PAH présente dans l'espèce humaine plusieurs allèles. Il est localisé sur le chromosome 12 en 12q23.2. Plus de 500 mutations ont été identifiées sur le gène, représentant autant d'allèles différents, codant une enzyme plus ou moins fonctionnelle, entraînant ainsi une maladie plus ou moins grave. Le type prédominant de mutation dépend de la localisation géographique.

## Physiopathologie
La phénylalanine, en excès, pénètre dans le cerveau, provoquant des anomalies de la substance blanche à type d'atteinte de la myéline, ce qui pourrait provoquer des troubles neuropsychologiques. Elle pourrait, de même, diminuer la synthèse de certaines protéines cérébrales.

## Épidémiologie
Sa prévalence est comprise entre un cas pour 3 000 et un cas pour 30 000. La Turquie fait partie des pays ayant un taux élevé. La maladie semble être, au contraire, exceptionnelle en Finlande ou en Thaïlande.

## Diagnostic

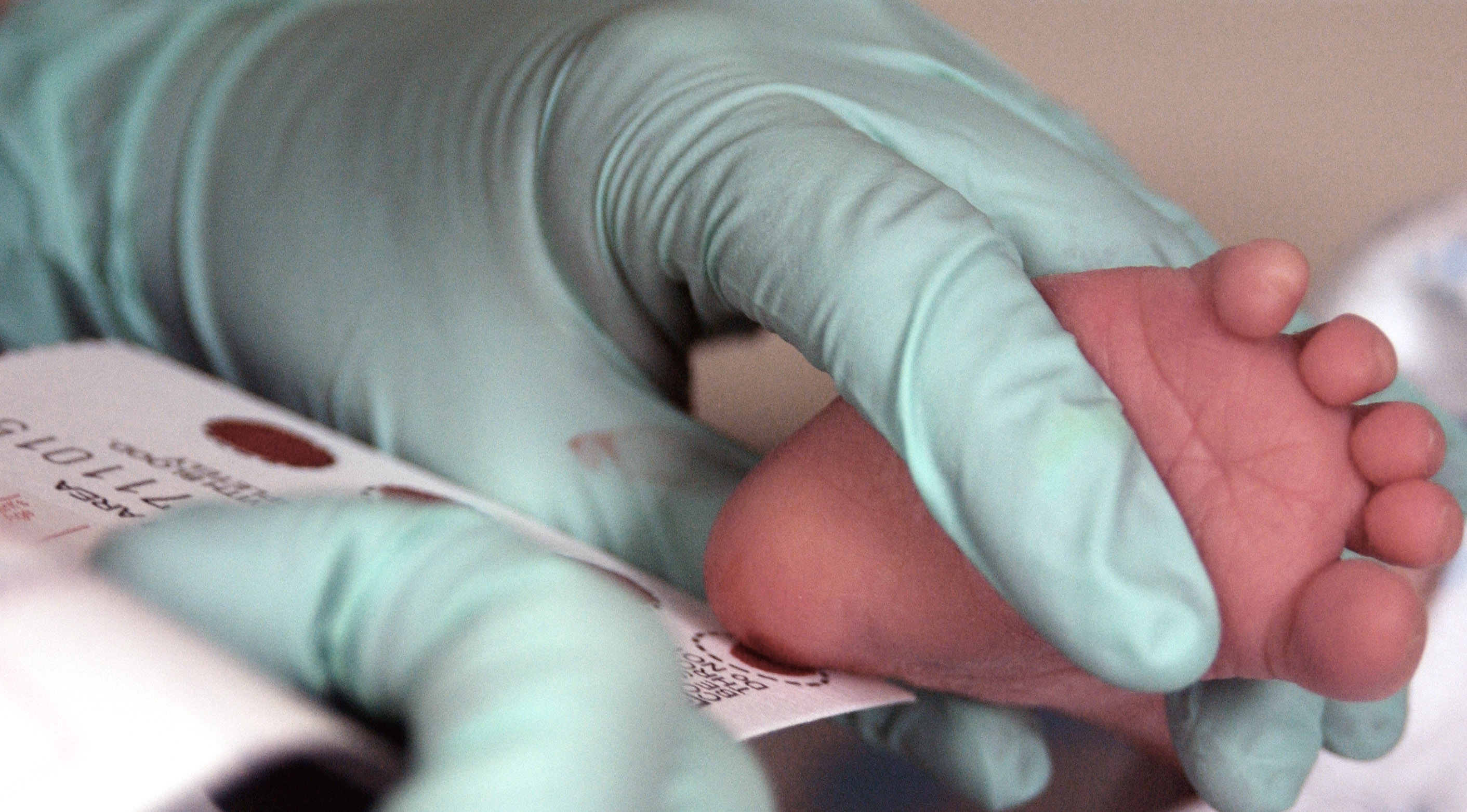
Test de Guthrie sur un nouveau-né de 2 semaines permettant de détecter une phénylcétonurie.

Le problème est aisément détectable dans les jours qui suivent la naissance grâce au prélèvement d'un petit échantillon de sang : le test de Guthrie du nom de Robert Guthrie, le médecin qui mit ce test au point en 1963. Pour cela, le dépistage de la phénylcétonurie est pratiqué en routine dans la plupart des pays industrialisés (combiné en général avec l'examen de la fonction thyroïdienne et d'autres maladies métaboliques).
Jusqu'au début des années 1970, le diagnostic se faisait par la constatation de certains symptômes et la présence dans l'urine de produits alternatifs du métabolisme. Aujourd'hui, la recherche de la présence d'une phénylcétonurie constitue l'exemple type d'un dépistage raisonnable, c'est-à-dire d'un examen de dépistage pour reconnaître de façon précoce une maladie. Le test de Guthrie est ainsi un examen simple, sans complication, bon marché et rapide, qui conduit à diagnostiquer de façon certaine et à temps une maladie grave mais pour laquelle il existe une stratégie de traitement appropriée et bien nette. Ce qui est essentiel, c'est que tous les nouveau-nés soient examinés dès les premiers jours de vie. Ce dépistage pour nouveau-nés est en usage en Autriche depuis 1966 et chaque année de 8 à 10 nouveaux cas sont diagnostiqués et peuvent recevoir le traitement correspondant. En Allemagne et en France,  le test néonatal du buvard, qui n'intégrait à l'origine que le test de Guthrie, a été depuis étendu via la spectrométrie de masse en tandem qui permet d'élargir le dépistage des nouveau-nés à d'autres désordres du métabolisme des acides aminés ainsi qu'à différentes autres maladies congénitales et curables.
Après avoir constaté le résultat par le dépistage, on procède encore à une définition par chromatographie sur colonne de la concentration de phénylalanine pour confirmation. Avant de commencer un régime, il faut d'abord un test de charge de tétrahydrobioptérine, un contrôle dans l'urine de la bioptérine et de la néopterine ainsi qu'une définition de l'activité de l'enzyme dihydroptéridinereductase (DHPR) dans les globules rouges (érythrocytes) pour exclure une phénylcétonurie atypique, puisque celle-ci réclame une autre thérapie.
Un diagnostic prénatal qui consiste en un examen du liquide amniotique (amniocentèse) permet dès la grossesse de constater chez des mères présentant une phénylcétonurie si l'enfant à naître est lui-même porteur de ce défaut du métabolisme. Puisque la maladie se transmet de façon récessive, un père sain peut être porteur de cette mutation génétique. En pareil cas, il y aurait pour l'enfant, au cas où la mère serait atteinte, un risque de 50 % de contracter la maladie. 

## Diagnostic différentiel
Il existe d'autres causes, plus rares, de l'hyperphénylalaninémie. La PAH est normale, mais son cofacteur, la tétrahydrobioptérine (BH4) n'est pas synthétisé par le patient. Cette variante est détectée par un test en charge de BH4 permettant la normalisation totale ou partielle du taux de phénylalanine

## Données
| Phénylalanine (mg/100ml) | Concentration normale | Concentration chez un malade |
| ------------------------ | --------------------- | ---------------------------- |
| Dans le plasma           | 1 à 10                | 15 à 63                      |
| Dans les urines          | 30                    | 300 à 1000                   |

La gravité de la phénylcétonurie augmente avec le taux de phénylalanine sanguine. Elle peut être également stratifiée suivant la dose de phénylalanine tolérée dans le régime alimentaire.

## Traitement
Il existe des recommandations de niveau européen (2017) et français (2018)
L'enfant atteint peut vivre avec un développement cérébral normal, en suivant un régime pauvre en phénylalanine ; le but est d'obtenir une concentration de phénylalanine sanguine entre 2 et 5 mg/100 ml en dessous de l'âge de 8 ans. Par après, le taux conseillé est de rester en dessous de 14mg/100ml. Le développement cérébral est d'autant plus normal que le régime est rigoureux avec un taux sanguin de phénylalanine bas. La performance aux tests neuropsychologiques dépend également de ce même paramètre.
Il s'agit d'un régime dans lequel on supprime toute viande, poisson, œufs, laitages, légumes secs, mayonnaise, pâtes, etc., c'est-à-dire tout aliment pouvant contenir une quantité importante de protéines comportant la phénylalanine. Certains aliments ayant une teneur raisonnable en phénylalanine comme les haricots, les chips, les frites, ou le pain peuvent être consommés en petites quantités.
Cependant, il faut ajouter à ce traitement des boissons à base d'acides aminés essentiels contenus dans ce type de nourriture, pour éviter un manque de ces acides.
En bref, ne sont autorisés que des aliments n'ayant pas une haute teneur en protéines. Les produits interdits sont remplacés par des substituts dont la gamme s'enrichit progressivement. Ce régime est donc particulièrement sévère et, doit être suivi attentivement tout au long de la vie, ce qui nécessite un fort soutien parental durant l'enfance.
Suivant le résultat du test en charge de BH4, l'administration de ce dernier peut permettre un régime moins strict.
D'autres voies sont en cours de test : charge en acides aminés neutres permettant, théoriquement, de diminuer le passage de la phénylalanine dans le système nerveux central ou augmentation de la dégradation de la phénylalanine par administration d'une enzyme, la phénylalanine ammonia lyase. La thérapie génique est une piste importante et les tests chez des modèles animaux sont prometteurs.

## Phénylcétonurie chez la mère
Quand des femmes souffrent de phénylcétonurie, il est essentiel pour la santé de leur enfant de maintenir des niveaux de phénylalanine bas avant et pendant la grossesse. Bien que le fœtus en développement puisse n'être qu'un vecteur du gène de phénylcétonurie, l'environnement intra-utérin peut comporter des niveaux de phénylalanine très élevés, capables de traverser le placenta. Le résultat est que l'enfant peut présenter une embryofœtopathie associant une maladie congénitale du cœur, un retard de croissance (hypotrophie), une microcéphalie, des malformations osseuses et oculaires, et un handicap intellectuel à type d'arriération mentale. Les femmes atteintes de phénylcétonurie elles-mêmes ne sont pas menacées de complications supplémentaires pendant la grossesse.
Dans la plupart des pays, on conseille aux femmes atteintes de phénylcétonurie et qui veulent avoir des enfants d'abaisser leurs niveaux de phénylalanine dans le sang avant qu'elles deviennent enceintes et de contrôler soigneusement leurs niveaux de phénylalanine pendant toute la grossesse. On le fait par des analyses régulières de sang et par un régime à suivre plus strictement, en général sous le contrôle quotidien d'un diététicien spécialiste du métabolisme. Quand les niveaux de phénylalanine sont maintenus bas pendant la durée de la grossesse le risque d'anomalies congénitales n'est pas plus élevé que dans le cas d'un bébé d'une mère non atteinte de phénylcétonurie.

## Associations de familles de malades
En France, une association nationale régie par la loi du 1er juillet 1901 appelée Les Feux Follets représente les parents d’enfants et d’adultes atteints de la phénylcétonurie auprès des institutions françaises et européennes, et organise des événements nationaux, régionaux et en ligne dans le cadre de l'éducation thérapeutique des patients,.